# Gheorghe Cantacuzino
Gheorghe Grigore Cantacuzino (22 de septiembre de 1833 – 22 de marzo de 1913), político conservador rumano, dos veces primer ministro del país. 
Nacido en la aristocrática familia Cantacuzino, era descendiente de los voivodas rumanos y de emperadores bizantinos. Mandó construir el Palacio Cantacuzino (actualmente Museo George Enescu) y el Castillo Cantacuzino en Buşteni.
Tuvo cinco hijos. El tercero, Nicolae Cantacuzino, era el hombre más rico del país antes de la reforma agraria que se produjo tras la Primera Guerra Mundial.  Nicolae tuvo a su vez tres hijos y dos hijastras: Stefan, Marga, Andronic, Senta y George Henri.